# Mary Ormond
Mary Ormond o "Ormand" (c. 1702-c. 1759) era la esposa del pirata inglés Barbanegra y madre de Angélica Teach. La casó el gobernador real Charles Eden en Bath, Carolina del Norte, aproximadamente a la edad de dieciséis años. A la boda asistió Tobias Knight, el secretario real de Carolina del Norte, vecino de Teach. Era la hija de William Ormand, propietario de una plantación en Bath en Somerset. Se cree que Barbanegra la ofreció como regalo a la tripulación de su barco, el Venganza de la Reina Ana, aunque su destino final no está documentado.